# Kilton (North Yorkshire)
Kilton – przysiółek w Anglii, w hrabstwie ceremonialnym North Yorkshire, w dystrykcie (unitary authority) Redcar and Cleveland. Leży 67 km na północ od miasta York i 342 km na północ od Londynu. W 1951 roku civil parish liczyła 250 mieszkańców. Kilton jest wspomniana w Domesday Book (1086) jako Chilton/Chiltun.